# Pseudagrion citricola
Pseudagrion citricola är en trollsländeart som beskrevs av Barnard 1937. Pseudagrion citricola ingår i släktet Pseudagrion och familjen dammflicksländor. IUCN kategoriserar arten globalt som livskraftig. Inga underarter finns listade i Catalogue of Life.

## Bildgalleri

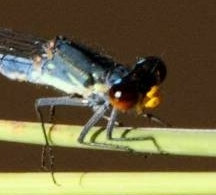